# Дюрант, Томас
Томас Кларк Дюрант (англ. Thomas Clark Durant; 6 февраля 1820 года — 5 октября 1885 года) — американский финансист, врач и бизнесмен. Сыграл важную роль в строительстве первой железной дороги, проходящей через западную часть Соединённых Штатов. Был вице-президентом Union Pacific Railroad в 1869 году, когда она встретилась с Central Pacific Railroad в округе Бокс-Элдер.

## Биография
Томас Дюрант родился 6 февраля 1820 года в городе Ли, штат Массачусетс. Следуя пожеланиям своих родителей, он в 1840 году окончил медицинский колледж Олбани в северной части штата Нью-Йорк и некоторое время занимал должность доцента кафедры хирургии. После ухода из медицины Дюрант стал директором принадлежащей его дяде компании по экспорту зерна «Durant, Lathrop and Company» в Нью-Йорке. Работая там, он осознал необходимость улучшения внутреннего транспорта страны, что привело к его интересу к железнодорожной отрасли.
Дюрант ушёл из компании дяди и начал работать на железной дороге Рок-Айленда, где познакомился с Генри Фарнамом. Он признал железные дороги хорошей инвестицией и вскоре начал концентрировать все свои ресурсы на финансировании строительства железных дорог. Вместе с Фарнамом Дюрант руководил строительством многочисленных железнодорожных линий, включая железную дорогу Миссисипи и Миссури (M&M) в Айове.
В 1862 году он заключил контракт с правительством США на строительство железной дороги, которая должна была идти на запад из города Омаха. В качестве генерального агента подразделения Union Pacific Eastern Дюранту также было поручено собирать деньги, приобретать ресурсы и обеспечивать благоприятное национальное законодательство для компании. В дополнение к получению расширенного земельного гранта от Конгресса США в 1864 году в рамках субсидирования законодательным органом распределения 100 миллионов общественных акров, он эффективно отреагировал на неспособность Union Pacific продать значительный пакет акций в свете Закона о Тихоокеанской железной дороге 1862 года постановив, что торговый холдинг будет ограничен 200 акциями на человека. Предложив самому профинансировать необходимый десятипроцентный первоначальный взнос за акции, Дюрант провёл кампанию среди брокеров и торговцев Нью-Йорка и Филадельфии при условии, что его расходы возместят позднее. Он сыграл на увлечении Диким Западом в раздираемые гражданской войной 1860-е годы, а также воспользовался невежеством людей относительно ценности огромной территории между рекой Миссисипи и Калифорнией, которую тогда называли Великой американской пустыней. Убедив различных политиков инвестировать в качестве акционеров с ограниченной ответственностью, среди прочих, он успешно выпустил подписчикам акции Union Pacific на сумму 2,18 миллиона долларов.
Вскоре Union Pacific столкнулась с финансовыми трудностями — деньги первоначальных акционеров иссякли. Дюрант попытался решить эту проблему, создав строительную и финансовую компанию под названием Crédit Mobilier of America для завершения строительства железной дороги. Компания получила эксклюзивный контракт на управление строительством. Пользуясь своим влиянием, он распространял акции Crédit Mobilier среди американских конгрессменов. Положение Дюранта ухудшилось, когда стало ясно, что он нарушил Закон о Тихоокеанской железной дороге 1862 года, используя свой контроль над Crédit Mobilier, чтобы стать мажоритарным акционером Union Pacific Railroad. Контроль Дюранта в Crédit Mobilier был оспорен после того, как Оукс Эймс подал на него в суд и уволил из Crédit Mobilier в мае 1867 года. Эймс был членом Палаты представителей США от штата Массачусетс и помогал ему в подкупе правительственных чиновников. В 1867 году Дюрант был отстранён от должности управляющего Crédit Mobilier, а президент Улисс Грант позднее уволил его из Union Pacific.
Во время биржевого краха 1873 года Дюрант потерял большую часть своего состояния.  Последние 12 лет своей жизни он провёл, борясь с судебными исками от недовольных партнёров и инвесторов. Он умер в округе Уоррен, штат Нью-Йорк, 5 октября 1885 года и был похоронен на кладбище «Грин-Вуд» в Бруклине.

## Память
Город Дюрант в штате Айова был назван в его честь. Кроме того, он выделил этой общине несколько сотен долларов на открытие там первой школы, которая также названа в честь него.
Невключённая территория Дюрант в округе Полк, штат Небраска, названа также в его честь.

## Киновоплощения
- 1939: Джон Марстон снялся в роли Дюранта в американском фильме «Юнион Пасифик».
- 2005: Форрест Файр сыграл Дюранта в мини-сериале «На Запад».
- 2011: Колм Мини изобразил вымышленную версию Дюранта, который является главным героем, в американском телесериале «Ад на колёсах».
- 2016: Эрик Роллан сыграл Дюранта в телесериале «Американский Запад».